# Grete Schmedes
Grete Schmedes (auch Margarete Schmedes, * 1. Oktober 1889 in Breslau; † 1. Juli 1985 in Berlin) war eine deutsche Graphikerin und Illustratorin.

## Leben
Schmedes studierte an der Königlichen Kunst- und Kunstgewerbeschule in Breslau bei Max Wislicenus und Karl Hanusch sowie in Berlin bei Emil Orlik. Als freischaffende Künstlerin und Grafikerin war sie ab 1922 in Breslau tätig, wo sie unter anderem Kalendervignetten aus Holzschnitt schuf. Ab 1934 arbeitete sie in Berlin. Sie hatte für Sophie Reinheimer einige Bücher illustriert.
Grete Schmedes war Mitglied im Deutschen Künstlerbund. Sie war  1937, 1939, 1940 und 1941 auf der Große Deutschen Kunstausstellung in München mit Landschafts-Holzschnitten vertreten. Dabei erwarb die „Kanzlei des Führers der NSDAP“ 1939 alle drei von ihr ausgestellten Arbeiten.